# Bansié
Bansié est une commune rurale située dans le département de Boni de la province de Tuy dans la région des Hauts-Bassins au Burkina Faso.

## Géographie
La commune se trouve à 2 km au sud de Boni et de la route nationale 1.

## Économie
L'économie de la commune est très fortement liée à l'exploitation minière aurifère de la région entourant Dossi – se trouvant dans la ceinture de roches schisteuses vertes du Birrimien de Houndé – par la société canadienne SEMAFO.

## Santé et éducation
Le centre de soins le plus proche de Bansié est le centre de santé et de promotion sociale (CSPS) de Boni.